# 河畔砂丘
河畔砂丘（かはんさきゅう）とは、内陸を流れる砂床河川の中・下流域の流路に沿って形成される砂丘である。内陸砂丘とは異なる。
- 日本のような湿潤な気候条件下で内陸部に砂丘が形成されるのは河畔砂丘のみである[2]。
  - 日本では木曽川、北上川、利根川の流域[3]及び旧河道周辺にのみ存在する珍しい地形である。

## 形成原因
砂丘は風により運ばれた砂が堆積することにより形成される地形である。
しかしながら、河畔砂丘は、河原から吹き上げられた砂が、蛇行した河川の凸部の風下側に堆積することにより形成されるものである。
したがって河畔砂丘は、砂を含んだ河原が広い、ある程度規模の大きな河川の流れる平坦地（氾濫原）という限定された条件がなければ形成されない。低地にある微高地という点で自然堤防と類似する地形である。

## 日本の河畔砂丘
河畔砂丘は堤防の拡幅などにより破壊されることが多く、現存するものの多くは、愛知県と岐阜県の木曽川流域、群馬県と埼玉県の利根川流域のみとなっており、これらも宅地開発や、容易に砂礫を採取出来ることから本来の地形を留めているものはほとんど無い。加須市にある会の川砂丘（志多見砂丘）は日本に残る河畔砂丘の中で最大級のものであり、1956年（昭和31年）に加須市の名勝に指定され保護されている。

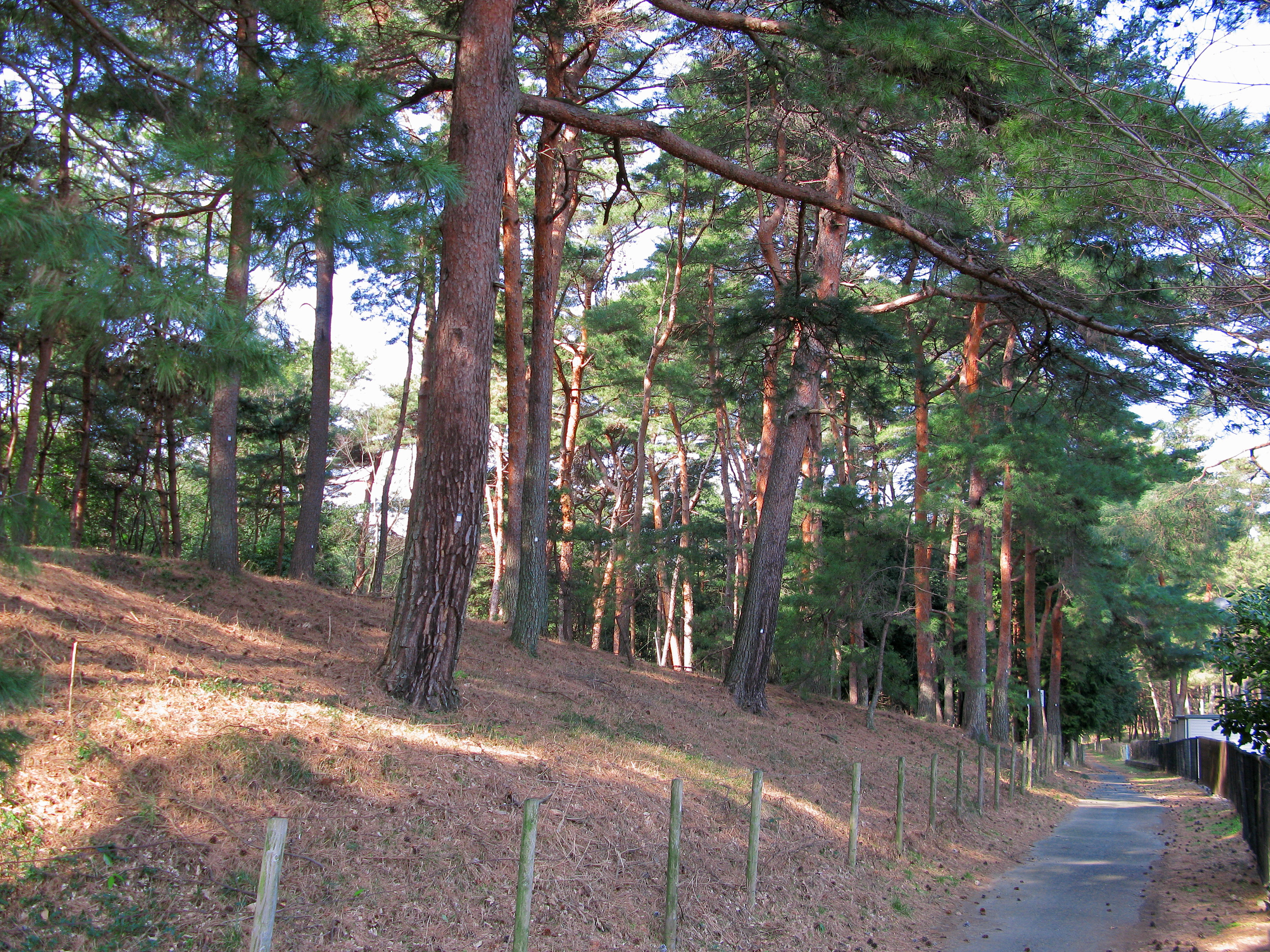
加須市に存在する会の川砂丘の一部（志多見砂丘）
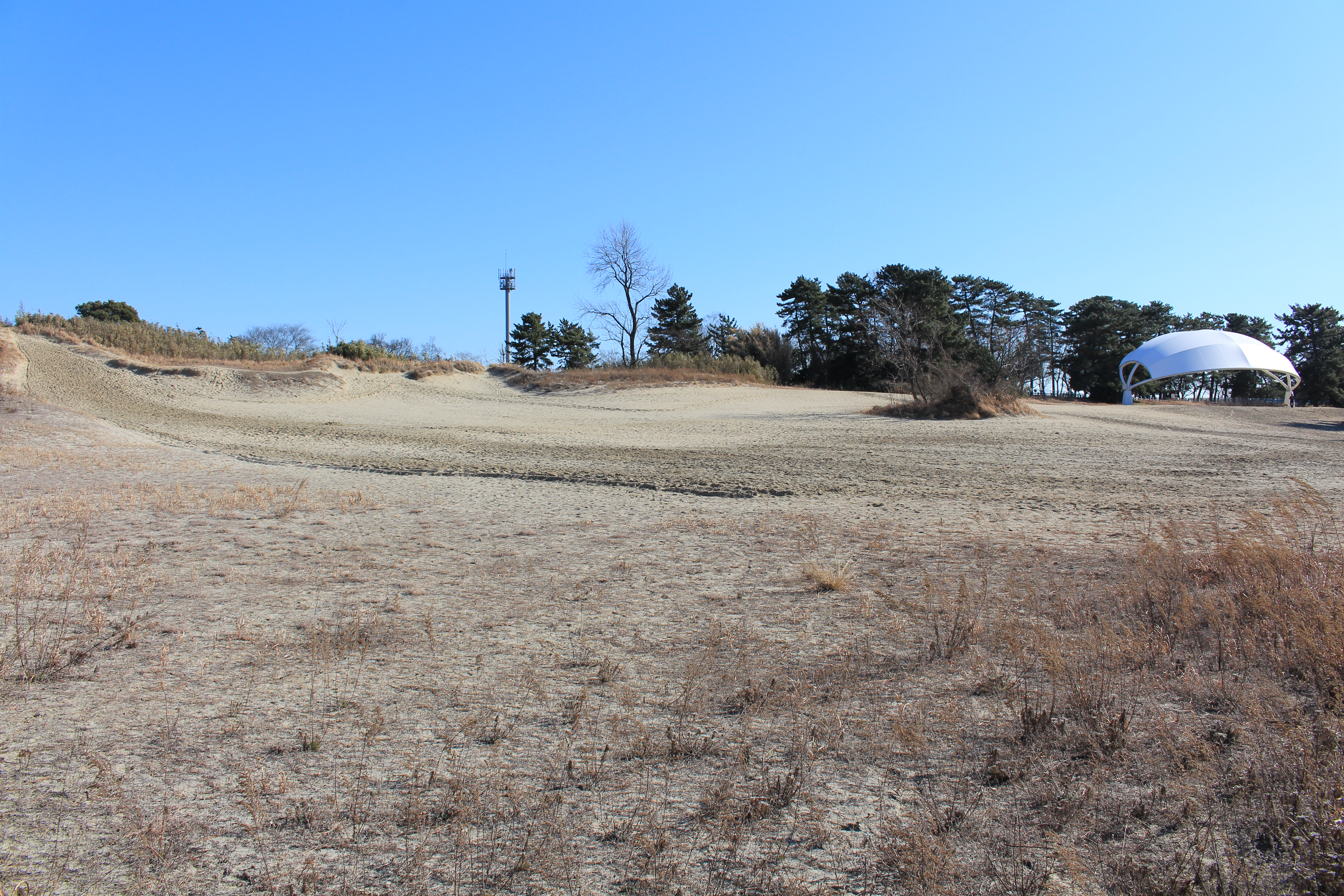
稲沢市の木曽川左岸にある祖父江砂丘